# المجلة الأمريكية للفيزياء
المجلة الأمريكية للفيزياء (بالإنجليزية: American Journal of Physics)‏ هي مجلة علمية شهرية تخضع لمراجعة الأقران وتنشرها الجمعية الأمريكية لمدرسي الفيزياء والمعهد الأمريكي للفيزياء. رئيس التحرير حاليًا هي بيث باركس من جامعة كولجيت.

## وصلات خارجية
- American Journal of Physics